# Narcyz Olizar

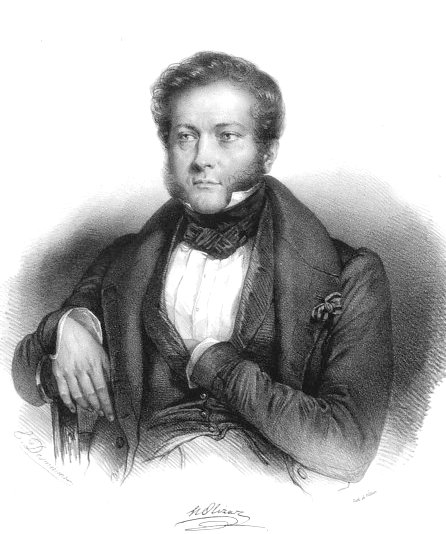
Graf Narcyz Olizar

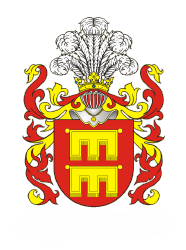
Das Adelswappen der Familie Olizar, Wappengemeinschaft Chorągwie

Narcyz Olizar (* 1794 in Zahorów, Wolhynien; † 9. August 1862 in Sady bei Posen, Königreich Preußen) war ein polnischer Graf, Senator, Kastellan und Sejmabgeordneter des Königreichs Polen bis 1831. Er betätigte sich außerdem als Schriftsteller, Publizist, Maler und politischer Akteur der „Großen Emigration“. 

## Leben
Narcyz Olizar war der Sohn von Filip Nereusz Olizar und der Ludwika Szczytt-Niemirowicz. Er führte den Titel eines Grafen und war Senator-Kastellan des Königreichs Polen. Außerdem war er als Schriftsteller, Journalist und Maler literarisch und kreativ tätig. Er verfasste zahlreiche politische Schriften über die Zeit, als Polen geteilt war und emigrierte 1831 nach Frankreich. Dort war er politisch im Hôtel Lambert unter der Führung des Fürsten Adam Jerzy Czartoryski aktiv.
Er übersetzte seine Werke ins Deutsche und Französische. Seine Biografie veröffentlichte er 1853. Er besaß die Ortschaften Warowsk, Olizarowka, Krapiwna, Warchalewo und Osnina, welche er 1824 an Alojzy Żmijewski verkaufte.

## Ehe und Nachkommen
Narcyz Olizar führte mehrere Ehen. Seine (1) Ehefrau war ab 1816 Teofila Olizar, geborene Gersdorf. Seiner (2) Ehe mit Emilia Olizar, geborene Żmijewska, folgte eine (3) mit Kazimiera Celina Olizar, geborene Kasinowska. Aus beiden ersten Ehen gingen mehrere Kinder hervor:
- (1) Narcyza Olizar, verheiratet mit Fürst Borys Czetwertyński;
- (2) Honorata Olizar, verheiratet mit Fürst Władysław Czetwertyński;
- (2) Maria Olizar, verheiratet mit einem unbekannten Kramer;
- (2) Emil Olizar, verheiratet mit Wiktoria Modzelewska;
- (2) Adolf Olizar, verheiratet mit Antonina Podhorodeńska;

## Werke
- Mémoires du comte Narcis Olizar, sénateur polonais: Partie 1. Ma prison chez les russes et ma fuite. Partie 2. Notice sur l'insurrection de la Volhynie, Leopold Michelsen, Leipzig 1845,  Nachdruck ISBN 0543696316 (Taschenbuch 2003)